# Fédération croate de rugby à XV
La Fédération croate de rugby à XV (officiellement en croate : Hrvatski ragbijaški savez) est l'instance qui régit l'organisation du rugby à XV à Croatie.

## Historique
La fédération est créée le 1er avril 1962 à Zagreb, en tant que Ragbi savez Hrvatske. Elle porte plus tard le nom Hrvatski ragbijaški savez.
Elle devient les 13 juin et 12 novembre 1992 membre de la Fédération internationale de rugby amateur et de l'International Rugby Board,,, respectivement organismes européen et international du rugby.
Elle est également membre du Comité olympique croate,.

## Identité visuelle
L'emblème de la fédération mêle la forme géométrique ovale du rugby aux armoiries nationales.